# Mecachrome
 Mecachrome és el nom dels motors no oficials de Renault després de la seva retirada oficial de la Fórmula 1 en finalitzar la temporada 1997.
Fou utilitzat sota aquesta denominació per l'escuderia Williams a la temporada 1998.
L'equip Benetton el va utilitzar sota la denominació Playlife.
La temporada següent (1999) el motor era bàsicament una modificació del que havien utilitzat Williams la temporada anterior.
El mateix motor amb encara més reformes va ser anomenat Supertec i va ser utilitzat a la temporada 1999 per Williams i British American Racing.
Posteriorment aquests motors van ser emprats per l'escuderia Arrows a la temporada 2000 a la que van aconseguir la setena posició al mundial de constructors.

## Història
Mecachrome va debutar al GP d'Austràlia, prova inicial de la temporada 1998 amb els pilots Jacques Villeneuve i Heinz-Harald Frentzen.

## A la F1
- Debut: Gran Premi d'Austràlia del 1998[2]
- Curses disputades: 16
- Victòries: 0
- Pole positions: 0
- Voltes Ràpides: 0
- Podis:  3
- Punts aconseguits al Camp. Mundial: 38
- Ultima cursa disputada: Gran Premi del Japó del 1998